# Łarisa Szepitko
Łarisa Jefimowna Szepitko (ros. Лариса Ефимовна Шепитько, ur. 6 stycznia 1938 w Artiomowsku, zm. 2 lipca 1979 w obwodzie twerskim) – radziecka reżyserka, scenarzystka i aktorka filmowa.

## Życiorys
W 1955 rozpoczęła studia w moskiewskim WGiK, początkowo pod kierunkiem Aleksandra Dowżenki, a po jego śmierci – pod kierunkiem Micheila Cziaurelego. Studia ukończyła w 1963, uzyskując nagrodę za film dyplomowy Ciepło. W swych późniejszych dziełach kilkakrotnie nawiązywała do tematyki wojennej, m.in. w Samotnej (1966) oraz we Wniebowstąpieniu (1976), nagrodzonym Złotym Niedźwiedziem i nagrodą FIPRESCI na 27. MFF w Berlinie.
Była żoną reżysera Elema Klimowa, który po jej niespodziewanej śmierci dokończył przygotowywany przez nią film Pożegnanie. Zginęła w wypadku samochodowym wraz z częścią ekipy filmowej.

### Wybrana filmografia
- Зной, (1963)[2]
- Samotna (Крылья, 1966)[2]
- Начало неведомого века, (1967)
- В тринадцатом часу ночи, (1969)
- Ty i ja (Ты и я, 1971)
- Wniebowstąpienie (Восхождение, 1976)